# Região Administrativa de Camenca
A Região Administrativa de Camenca é uma região administrativa da Transnístria. Sua capital se chama Camenca (Russo: Каменка (Kamenka), Ucraniano: Kamianka, Polonês: Kamionka).
Camenca fica próxima ao rio Dniéster, no norte da Transnístria.